# Station Ondres
Station Ondres is een spoorweghalte in de Franse gemeente Ondres. Het station ligt aan de spoorlijn Bordeaux-Saint-Jean - Irun.